# Bowling Green (Misuri)
Bowling Green es una ciudad ubicada en el condado de Pike en el estado estadounidense de Misuri. En el Censo de 2010 tenía una población de 5334 habitantes y una densidad poblacional de 761,92 personas por km².

## Geografía
Bowling Green se encuentra ubicada en las coordenadas 39°20′41″N 91°12′9″O / 39.34472, -91.20250. Según la Oficina del Censo de los Estados Unidos, Bowling Green tiene una superficie total de 7 km², de la cual 6.96 km² corresponden a tierra firme y (0.52%) 0.04 km² es agua.

## Demografía
Según el censo de 2010, había 5334 personas residiendo en Bowling Green. La densidad de población era de 761,92 hab./km². De los 5334 habitantes, Bowling Green estaba compuesto por el 79.42% blancos, el 18.43% eran afroamericanos, el 0.13% eran amerindios, el 0.34% eran asiáticos, el 0.04% eran isleños del Pacífico, el 0.47% eran de otras razas y el 1.18% pertenecían a dos o más razas. Del total de la población el 1.76% eran hispanos o latinos de cualquier raza.